# Dalmarks kapell
Dalmarks kapell är en kyrkobyggnad i Dalmark i Askersunds kommun. Byggnaden ägdes tidigare av Hammars församling, men togs över av kultur- och intresseföreningen Sörbygdeföreningen. Kapellet inreddes till kyrkobyggnad på 1920-talet.